# Gródek (osada leśna w województwie kujawsko-pomorskim)
Gródek – osada leśna w Polsce położona w województwie kujawsko-pomorskim, w powiecie świeckim, w gminie Drzycim.
W latach 1975–1998 miejscowość administracyjnie należała do województwa bydgoskiego.